# Takuvaine Field
Takuvaine Field – stadion piłkarski w Avarua na Wyspach Cooka. Swoje mecze rozgrywa na nim drużyna piłkarska Takuvaine FC. Stadion może pomieścić 1000 widzów.